# Petrell de les Juan Fernández
El petrell de les Juan Fernández (Pterodroma externa) és un ocell marí de la família dels procel·làrids (Procellariidae), d'hàbits pelàgics que cria a l'illa Alejandro Selkirk, de l'arxipèlag Juan Fernández, dispersant-se pel Pacífic sud-oriental, fins a l'altura de les Hawaii.